# Suhi Vrh (gmina Prevalje)
Suhi Vrh – wieś w Słowenii, w gminie Prevalje. W 2018 roku liczyła 92 mieszkańców.